# Mellanmål

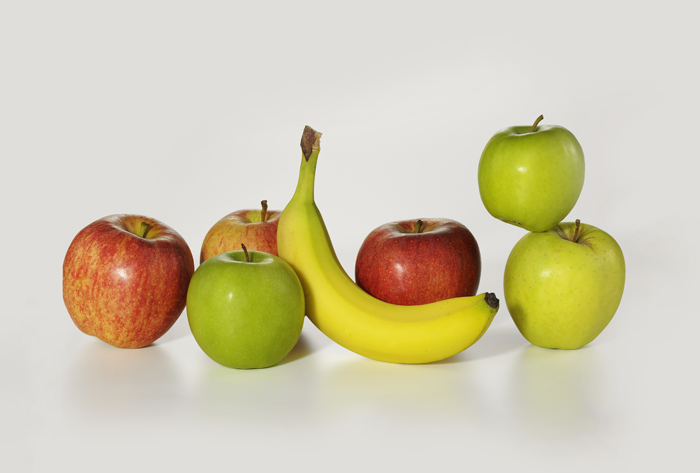
Bananer och äpplen kan ingå i ett mellanmål.

Mellanmål, vardagligt mellis, är ett mindre mål mat som äts mellan huvudmålen frukost, lunch eller middag.
Genom att äta frukost, lunch, middag och 2–3 planerade mellanmål om dagen skapar man goda förutsättningar för att få i sig alla nödvändiga näringsämnen och lagom många kalorier. Det bidrar till ett jämnt kaloriintag, att hålla blodsockret på en jämn nivå, att ge förutsättningar för en bra energibalans hela dagen och minskar suget mellan måltiderna som kan leda till småätande. Äter man istället enbart en huvudmåltid och småäter resten av dagen blir kaloriintaget ofta högre, vilket medför en högre risk för övervikt och hål i tänderna.
När opinionsundersökningsföretaget Nielsen undersökte vad 30 000 personer i världen, varav 500 i Sverige, åt till mellanmål under en månad 2014 var två svar vanligare än andra: choklad (godis) och frukt. Deltagarna hade möjlighet att välja flera alternativ samtidigt. Svenskarna som deltog i undersökningen hade unefär samma åsikter som världssnittet. Nutritionisten Åsa Strindlund menade att choklad genrellt är ett dåligt mellanmål eftersom den innehåller mycket socker och ohälsosamt fett, men samtidigt att en mörk chokladbit är ett bättre alternativ än ljus choklad och att det är bättre att göra undantag för en liten chokladbit än en större. Hon föreslog istället ett mellanmål innehållande en fullkornssmörgås eller en smoothie gjord på yoghurt, bär och banan.

## Sverige
Organiserade och kollektivt intagna mellanmål är i Sverige vanliga inom barnomsorg och skola. För barn är det viktigt att mellanmålet är näringsrikt, eftersom de ofta äter små mängder.
Vanligen rör sig ett mellanmål inte om en lagad varm måltid, utan består exempelvis av en frukt eller smörgås. Fler exempel på mellanmål i Sverige är filmjölk eller yoghurt med flingor eller müsli, smörgåsar med pålägg, keso, frukt, pannkakor, nyponsoppa med mandelbiskvier, blåbärssoppa och smoothies exempel på mellanmål.